# Radków (Bychawka Pierwsza)
Radków – część wsi Bychawka Pierwsza w Polsce, położona w województwie lubelskim, w powiecie lubelskim, w gminie Bychawa. Wchodzi w skład sołectwa Bychawka Pierwsza.
W latach 1975–1998 Radków administracyjnie należał do województwa lubelskiego.